# Povestea X a Americii
American History X (în română Povestea X a Americii) este un film dramatic american, din 1998, regizat de Tony Kaye după scenariul lui David McKenna. În rolurile principale sunt Edward Norton și Edward Furlong, cu participarea lui Fairuza Balk, Stacy Keach, Elliott Gould, Avery Brooks, Ethan Suplee și Beverly D'Angelo. Filmul a fost lansat în Statele Unite pe 30 octombrie 1998 și a fost distribuit de New Line Cinema.
Filmul prezintă povestea a doi frați din cartierul Venice, Los Angeles, care sunt implicați în mișcarea neo-nazistă. Fratele mai mare, ispășind trei ani de detenție în închisoare pentru omor, își schimbă viziunile și încearcă să-l oprească pe fratele său în a-i urma soarta. Filmul a fost clasificat cu „R” de către MPAA pentru „violență brutală grafică, inclusiv viol, limbaj licențios, nuditate și sexualitate excesivă”. Realizat cu un buget de 20 de milioane $, filmul a încasate peste 23 de milioane $ la box office-ul internațional.
Criticii, în mare parte au lăudat filmul și jocul lui Norton, fapt care i-a adus o nominalizare la Premiul Oscar pentru cel mai bun actor. În septembrie 2008, revista Empire a numit „American History X” al 311-lea cel mai bun film din toate timpurile.

## Povestea

Poliția arestându-l pe Derek Vinyard lângă casa sa, după ce acesta a ucis doi negri

Povestea se desfășoară la sfârșitul anilor 1980 - mijlocul anilor 1990. De-a lungul filmului, povestea se desfășoară la intervale de timp diferite: evenimente din prezent sunt în culori, iar cele din trecut, prezentate ca amintirile despre colegii din banda neo-nazistă "Apostolii lui Hristos " (engleză «Disciples of Christ»), Derek și Danny Vinyard - în fotografii alb-negru. La începutul filmului spectatorului îi sunt afișate evenimentele din trecut - Derek Vinyard ucide doi din trei negri care au încercat să-i distrugă mașina lui; în continuare evenimentele au loc în timp real. Profesorul de istorie (de origine evreiască), bulversat că ultimul eseu al lui Danny este scris după cartea lui Adolf Hitler „Mein Kampf”, despre ideile național-socialismului, anunță directorul școlii despre asta. Directorul de culoare, Bob Sweeney (Avery Brooks), îi dă o însărcinare lui Danny să scrie un eseu despre fratele lui mai mare, inventat de el însuși, cu subiectul „American History X” (Povestea X a Americii), pentru ca el să poată trage concluzii de sine-stătător. În același timp, el pune o condiția că, dacă Danny nu prezintă un eseul a doua zi, el va fi exmatriculat din școală. Sweeney îl asigură pe Danny eseul nu va ajunge în mâinile unor terțe persoane. La școală, Danny îl apără pe un tip alb de la bătaia unor „negri”.
Bob Sweeney participă la consiliul de investigație al grupului „apostolii lui Hristos”, așa cum a fost anterior un profesorul Derek și a observat evoluția ideilor sale. Anchetatorii au vizualizat interviul de arhivă a lui Derek pentru unul dintre canalele de televiziune locale, după omorul de către un negru al tatălui său, un pompier, în timp ce luptă cu incendiul într-un cartier de negroizi. Anchetatorii cred că acesta a fost principalul motiv pentru care Derek a devenit nazist.
Pe drum spre casă de la școală, Danny se oprește lângă un teren de baschet, pe care jucau afro-americani, amintindu-și că odată banda condusă de fratele său, a câștigat de la ei acest teren într-un meci amical. Apoi, el se grăbește acasă să se întâlnească cu Derek, eliberat din închisoare în acea dimineață. Danny se întâlneste cu fratele său. Între timp, în vizită la Derek vine vechiul său prieten Seth Ryan (Ethan Suplee). După o discuție cu membrii familiei, Derek și Seth se duc la o petrecere nazistă, iar Danny începe să scrie eseul, apreciind acțiunile și viziunile din trecut ale fratelui. Printre amintirile sale sunt devastarea magazinului unui om de afaceri coreean de către naziști, maltratarea și umilirea lucrătorilor săi, inclusiv coreeni, mexicani și negri, insultarea profesorului evreu (menționate mai sus), și uciderea brutală a negrilor.
Nu este cartierul nostru, pe naiba - e un câmp de luptă! În seara asta suntem toți pe câmpul de luptă! Soluția: vom sta liniștiți să privim cum ne violează țara noastră, sau să mergem acolo și să facem ceva împotriva lui?
Prietenii, venind în vizită la Danny, întrerup procesul de scriere eseuri. Împreună cu ei el se îndreaptă spre petrecera nazistă, unde deja era prezent fratele său. La petrecere, Derek îi spune prietenei lui că el a renunțat la ideile naziste și vrea să se mute în alt oraș, luând-o cu el, dar ea îl refuză. După aceea, el se duce în biroul ideologului șef și mentorului grupului nazist, Cameron Alexander (Stacy Keach). În timp ce executa pedeapsa, Derek Alexander a adunat o „armată” mare de skinheazi. Derek îi spune că are de gând să rupă cu trecutul, dar în timpul conversației îi cedează nervii, și atunci când Alexander încearcă să-l convingă; el l-a bătut Cameron și a creat o învălmășeală mare. Fostul prieten al lui Derek, Seth Ryan, îndreaptă spre el un pistol, dar Vinyard i-l deposedează și sub amenințarea skinheazilor cu arma, fuge de la o petrecere împreună cu fratele său mai mic.

Crucea celtică era folosită de mulți din membrii bandei în calitate de tatuaj (uneori în combinație cu abreaviatura «D.O.C.»)

Găsind un loc pustiu, Derek îi spune lui Danny povestea despre momentul care l-a petrecut în închisoare, unde concepția sa a fost supusă unui test dur. El își amintește momentul din închisoare când a fost supus violului de către deținuții cu autoritate, cu care a menținut anterior o relație bună, deoarece a refuzat să respecte opiniile acestora și regulile introduse de ei; unul dintre noii săi colegi naziști cumpăra droguri de la mexicani și le re-vindea albilor, dar nici unul dintre "ai săi", nu-l condamna. Dezamăgit de asociații săi, Derek a încercat să-i convingă și a încetat să contacteze cu ei, fapt pentru care a „plătit”. Unicul prieten pentru el a devenit un angajat negru de la spălătorie, pe care el până atunci îl ignorase. De asemenea, în închisoare, pe el de multe ori l-a vizitat și l-a sprijinit moral directorul Sweeney, care la procesul de judecată a ținut un discurs în susținerea lui Derek și a ajutat la eliberarea sa anticipată. Fratele îl convinge pe Danny că atât între negri, cât și albi și există și oameni buni și răi.
După întoarcerea acasă a fraților, Danny continuă să scrie eseul care descrie un alt de eveniment cu impact asupra convingerilor lui Derek, o conversație cu tatăl său în timpul cinei de familie, în care capul familiei a încercat să-i convingă pe ceilalți că în SUA are loc o discriminare față de albi, și negrii au mai multe drepturi.
A doua zi dimineața, frații au luat micul dejun într-o cafenea, apoi Danny pleacă la școală, iar Derek merge să se angajeze la un loc de muncă. În toaleta școlii, negrul cu care s-a ciocnit Danny la începutul filmului, îl împușcă cu un pistol. Derek, care-l însoțise pe Danny la școală, aude focurile de armă din apropierea școlii, fuge clădire, intră în toaletă și îl îmbrățișează pe fratele său ucis.
Filmul se termină cu vocea lui Danny citind rândurile finale ale eseului său către Dr. Sweeney, afirmând "Ura este o târfă. Viața e prea scurtă pentru a fi supărați tot timpul. Aceasta nu merită." și un citat din adresarea finală a lui Abraham Lincoln din discursul său inaugural:
La sfârșitul filmului Danny citează în eseu ultimele cuvinte ale lui Abraham Lincoln din timpul discursului său inaugural din 1861:
„Noi nu suntem dușmani, ci prieteni. Noi nu trebuie să fim dușmani. Chiar dacă avem predispoziții, nu trebuie să ne îngrădim afecțiunea. Corzile mistice ale memoriei vor vibra plăcut când vor fi atinse din nou, și vor fi cu siguranță, acei îngeri mai buni din firea noastră.”

## Distribuție
- Edward Norton — Derek Vinyard
- Edward Furlong — Danny Vinyard
- Beverly D'Angelo — Doris Vinyard
- Jennifer Lien — Davina Vinyard
- Ethan Suplee — Seth Ryan
- Fairuza Balk — Stacey
- Avery Brooks — Dr. Robert Sweeney
- Elliott Gould — Murray
- Stacy Keach — Cameron Alexander
- William Russ — Dennis Vinyard
- Paul Le Mat — McMahon
- Guy Torry — Lamont
- Joseph Cortese — Rasmussen
- Keram Malicki-Sánchez — Chris
- Giuseppe Andrews — Jason
- Christopher Masterson — Daryl Dawson
- Tara Blanchard — Ally Vinyard
- Alex Sol — Mitch McKormick

| |  |  |  |  |  |  |
| Actorii din distribuția «American History X», de la stânga la dreapta: Edward Norton, Edward Furlong, Ethan Suplee, Fairuza Balk, Avery Brooks, Elliott Gould, Stacy Keach |  |  |  |  |  |  |

## Coloana sonoră
Toate melodiile sunt compuse de Anne Dudley.
| American History X |                                        |         |  |
| Nr.                | Titlu                                  | Lungime |  |
| 1.                 | „American History X”                   | 4:46    |  |
| 2.                 | „The Assignment”                       | 2:36    |  |
| 3.                 | „Venice Beach”                         | 1:28    |  |
| 4.                 | „Playing To Win”                       | 3:49    |  |
| 5.                 | „People Look at Me and See My Brother” | 1:41    |  |
| 6.                 | „If I Had Testified”                   | 4:05    |  |
| 7.                 | „A Stranger At My Table”               | 3:31    |  |
| 8.                 | „Putting Up A Flag”                    | 2:06    |  |
| 9.                 | „Raiders”                              | 3:02    |  |
| 10.                | „Complications”                        | 1:38    |  |
| 11.                | „Starting To Remind Me Of You”         | 1:43    |  |
| 12.                | „The Right Questions”                  | 3:24    |  |
| 13.                | „The Parth to Redemption”              | 2:56    |  |
| 14.                | „We Are Not Enemies”                   | 2:05    |  |
| 15.                | „Two Brothers”                         | 2:31    |  |
| 16.                | „Storm Clouds Gathering”               | 2:04    |  |
| 17.                | „Benedictus”                           | 3:35    |  |
| Lungime totală:    | Lungime totală:                        | 48:09   |  |

## Premii și nominalizări
Informații despre premii și nominalizări oferite de IMDB.
| Data ceremoniei   | Premiu                                            | Categorie                        | Recipient        | Rezultat     |
| ----------------- | ------------------------------------------------- | -------------------------------- | ---------------- | ------------ |
| 21 martie 1999    | Premiul Oscar                                     | Cel mai bun actor                | Edward Norton    | Nominalizare |
| 9 iunie 1999      | Premiul Saturn                                    | Cel mai bun actor                | Edward Norton    | Nominalizare |
| 1 martie 1999     | Asociația criticilor de film din Chicago          | Cel mai bun actor                | Edward Norton    | Nominalizare |
| 1999              | Chlotrudis Awards                                 | Cel mai bun actor                | Edward Norton    | Nominalizare |
| ianuarie 1999     | Asociația criticilor de film in Dallas-Fort Worth | Cel mai bun actor                | Edward Norton    | Nominalizare |
| 1999              | Motion Picture Sound Editors                      | Cea mai bună compoziție muzicală | Richard Ford     | Nominalizare |
| 3 ianuarie 1999   | Online Film Critics Society Awards                | Cel mai bun actor                | Edward Norton    | Nominalizare |
| 15 mai 1999       | Political Film Society                            | Pace                             |                  | Nominalizare |
| 17 februarie 1999 | Premiul Satellite                                 | Cel mai bun actor dramatic       | Edward Norton    | Câștigat     |
| 17 februarie 1999 | Premiul Satellite                                 | Cel mai bun scenariu original    | David McKenna    | Nominalizare |
| 17 februarie 1999 | Premiul Satellite                                 | Cea mai bună actriță dramatică   | Beverly D'Angelo | Nominalizare |
| 4 ianuarie 1999   | Asociația criticilor de film din sud-estul SUA    | Cel mai bun actor                | Edward Norton    | Câștigat     |
| 6 martie          | Youth in Film Award                               | Cel mai bun tânăr actor          | Edward Furlong   | Nominalizare |

## Recepție
American History X a încasat 6.719.864 $ în 513 cinematografe din Statele Unite, și un total de 23.875.127 $ în lumea întreagă.
Filmul, de altfel ca și performanța lui Norton, au primit în general recenzii pozitive de la critici. În baza a 81 de recenzii de la critici colectate de Rotten Tomatoes, 82% dintre ele au fost pozitive, acordându-i filmuli statutul "Certified Fresh", cu consensul că este "o poveste convingătoare și provocatoare, condusă de o performanță excelentă a lui Edward Norton." Adițional, 96% din membrii audienței, au acordat filmului recenzii pozitive.
Roger Ebert de la Chicago Sun-Times a acordat filmului trei din patru stele, considerându-l "întotdeauna interesant și, uneori, convingător, și conține gândire provocatoare, actual mai mult decât orice film american despre rase de la Do the Right Thing încoace". Mick LaSalle de la San Francisco Chronicle a acordat filmului două din cinci stele, spunând, "în unele locuri dialogul este surprinzător de pompos. Mult mai rău, finalul este un rateu."
Norton a fost nominalizat la Premiul Oscar pentru cel mai bun actor pentru performanța sa în rolul lui Derek Vinyard, dar a pierdut cursa pentru premiu în fața lui Roberto Benigni, care a jucat în Life is Beautiful. În 2006, filmul a fost nominalizat la AFI's 100 Years...100 Cheers.